# Hans Speidel
Hans Speidel, född 28 oktober 1897 i Metzingen, död 28 november 1984 i Bad Honnef, var en tysk (württembergsk) general. Speidel tjänstgjorde i tyska armén under andra världskriget och avancerade till generallöjtnant. Från 1957 till 1963 var han överbefälhavare för Natos markstyrkor i Europa.

## Biografi
Spiedel gick med i den Württembergska armén 1914 i samband med första världskrigets utbrott. Han stannade kvar i armén under mellankrigstiden. Under andra världskriget tjänstgjorde Speidel vid fälttåget i Frankrike 1940. År 1942 kommenderades han till östfronten. År 1944 blev han under generalfältmarskalk Erwin Rommel ansvarig för försvaret av den tyska Atlantvallen.
Speidel var delaktig i 20 juli-attentatet mot Adolf Hitler 1944. Han greps av Gestapo och ställdes inför en militärdomstol. Gerd von Rundstedt, Heinz Guderian och Wilhelm Keitel uteslöt honom inte ur armén och han undslapp därmed att ställas inför Volksgerichtshof och dess huvuddomare Roland Freisler. Han satt i fängelse i sju månader och lyckades sedan gömma sig i väntan på de allierade. 
Efter kriget arbetade Speidel under en period som professor i modern historia i Tübingen. Därefter var han med och byggde upp Bundeswehr som grundades 1955. År 1951 hade han tillsammans med Adolf Heusinger blivit sakkunnig i Amt Blank, det senare västtyska försvarsministeriet. Speidel gjorde karriär inom Nato där han blev general och utnämnd till Commander-in-Chief of the Allied NATO ground forces 1957, en post han hade fram till 1963. Inom Nato verkade han för Västtysklands integrering i organisationen. Speidel avled 1984 i Bad Honnef, 87 år gammal. 

## Populärkultur
- I filmen Rommel från 2012 porträtteras Speidel av den tyske skådespelaren Benjamin Sadler.